# Павленко Олег Анатолійович
Оле́г Анато́лійович Павле́нко (нар. 28 червня 1971, м. Потсдам, Східна Німеччина — пом.14 червня 2014, м. Луганськ, Україна) — український військовий льотчик, гвардії старший лейтенант Повітряних Сил Збройних Сил України.

## Життєпис
Олег Павленко народився в німецькому місті Потсдам (на той час НДР) у родині військовослужбовця. 1988 року закінчив середню школу. 1991 року закінчив Калінінградське військове авіаційно-технічне училище.
З серпня 1991 служив в авіаційній частині А3840 у м. Мелітополь:

08.1991—03.1994 — старший технік групи обслуговування (прицільно-навігаційних комплексів) військово-транспортного авіаційного полку.

03.1994—11.1994 — старший технік групи обслуговування військово-транспортного авіаційного полку.

11.1994—10.1995 — старший технік групи обслуговування (радіотехнічного обладнання) військово-транспортного авіаційного полку.
У жовтні 1995 був звільнений у запас «за скороченням штату». В березні 2011 повернувся на службу в 25-ту мелітопольську авіабригаду на посаду техніка обслуги обслуговування радіоелектронного обладнання інженерно-авіаційної служби авіаційної ескадрильї.
З 16 жовтня 2013 рок — старший технік обслуги обслуговування радіоелектронного обладнання інженерно-авіаційної служби авіаційної ескадрильї 25-ї бригади транспортної авіації Повітряних Сил ЗС України, в/ч А3840, м. Мелітополь. Класна кваліфікація «3 клас».
З початком російської збройної агресії проти України з березня 2014 року літав у Луганський та Донецький аеропорти, — член екіпажу військово-транспортного літака Іл-76 МД, відповідав за систему зв'язку.

## Обставини загибелі
14 червня 2014 екіпаж військово-транспортного літака Іл-76 МД (бортовий номер 76777) Повітряних Сил ЗС України, під керівництвом командира літака підполковника Олександра Бєлого, виконував бойовий політ у Луганський аеропорт. На борту літака перебували 9 членів екіпажу та 40 військовослужбовців дніпропетровської 25-ї окремої повітряно-десантної бригади, які летіли на ротацію. На борту також були військова техніка, спорядження та продовольство.
Близько 01:00, під час заходу на посадку (аеродром міста Луганськ), на висоті 700 метрів, борт 76777 підбили російські терористи з переносного зенітно-ракетного комплексу «Ігла». Внаслідок терористичного акту літак вибухнув у повітрі і врізався у землю поблизу території аеропорту. 49 військовослужбовців, — весь екіпаж літака та особовий склад десанту, — загинули.
У той день до Луганського аеропорту вилетіли три літаки Іл-76 МД. Перший літак (бортовий номер 76683) під командуванням полковника Дмитра Мимрикова сів о 0:40. За 10 хвилин збили другий літак (бортовий номер 76777). Третій отримав наказ повертатися.
|                              | Там все було дуже грамотно по-військовому сплановано. Там без Росії не обійшлось. Вогонь вівся з усіх сторін. Це було не на рівні ненавчених бойовиків. Обстріл літака вівся дуже грамотно. Спочатку підсвічували трасером, а потім били. Із ПЗРК неможливо було збити літак, навіть якби боєприпас потрапив у двигун, то літак все рівно не загинув би. Стріляли з «Шилки». |
| — Полковник Дмитро Мимриков. | |

Пройшло 42 доби перш ніж льотчиків поховали: українські військові збирали рештки тіл загиблих, влада домовлялася з терористами про коридор для евакуації, в Дніпрі проводились експертизи ДНК для ідентифікації. 25 липня з дев'ятьма членами екіпажу літака Іл-76 прощались у Мелітополі, їх поховали разом в одній могилі на Новому кладовищі міста.
Вдома у Мелітополі залишилася дружина та 15-річна донька.

## Нагороди
- Орден Богдана Хмельницького III ст. (20 червня 2014, посмертно) — за особисту мужність і героїзм, виявлені у захисті державного суверенітету та територіальної цілісності України, вірність військовій присязі та незламність духу[5].
- Нагрудний знак «За оборону Луганського аеропорту» (посмертно).
- Відзнака Міністерства оборони України — медаль «15 років сумлінної служби».

## Вшанування пам'яті
12 червня 2015 року в Мелітополі, на території військової частини А3840, було відкрито меморіал екіпажу літака Іл-76МД (бортовий номер 76777), який загинув 14 червня 2014 року в аеропорту міста Луганськ.